# Her Majesty’s Theatre
Her Majesty's Theatre (doslovný překlad: Divadlo Jejího Veličenstva), Královské divadlo je divadlo na ulici Haymarket ve West Endu v londýnské čtvrti Westminster, založené v roce 1705 pod názvem Queen's Theatre. Ve stávající budově funguje od roku 1897.

## Název
Název objektu se v průběhu času měnil. Původní název Queen's Theatre byl roku 1837 změněn na Her Majesty's Theatre (Divadlo Jeho Veličenstva) a později byl měněn v závislosti na pohlaví aktuálně panujícího vládce Velké Británie - pokud byl na trůně král, neslo divadlo název ''His Majesty's Theatre (Divadlo Jeho Veličenstva). Od roku 1952, tedy od nástupu na trůn současné britské královny Alžběty II., nese stávající název.

## Historie
Zakladatelem divadla, původně pod názvem Queen's Theatre, byl architekt a dramaturg John Vanbrugh. Kvůli čas od času se vyskytujícím omezením při uvádění dramatických děl se časem orientoval na repertoár operní. V letech 1711-1739 se zde konaly premiéry více než 25 oper Georga Friedricha Händla.
Roku 1789 zničil divadlo požár. Nová budova byla slavnostně otevřena o dva roky později, v březnu roku 1791.
Na počátku 19. století se divadlo stalo sídlem Královské opery (přestěhované později do Covent Garden), která zde uváděla mj. díla Mozarta, Wagnera, Bizeta či Rossiniho, konaly se zde i maškarní plesy.
Po dalším ničivém požáru v prosinci roku 1867 a jeho opravě byla nakonec budova divadla stržena. Novou budovu projektoval Charles Phipps pro Herberta Beerbohm Tree, zakladatele Královské akademie dramatického umění (Royal Academy of Dramatic Art); otevřena byla 28. dubna roku 1897. V prvních desetiletích zde Tree uváděl Shakespearova dramata a jiné klasické kusy; v divadle měly premiéry díla Bernarda Shawa, Johna Pristleyho aj. Po 1. světové válce se divadlo stalo známým především uváděním operet a později muzikálů, pro něž je ideální jeho široká scéna. 9. října roku 1986 se zde konala světová premiéra muzikálu Fantom opery, který je zde od té doby uváděn nepřetržitě již 34 let. Viktoriánský přepych budovy znamenitě koresponduje s místem děje představení, odehrávajícímho se ve francouzském opeře.

## Současnost
Od roku 2000 je majitelem divadla skladatel Andrew Lloyd Webber (prostřednictvím své firmy Really Useful Group), který od první premiéry v roce 1986 zde dodnes uvádí svůj muzikál Fantom opery (formálně mu náleží jen budova, pozemek pod ním je královským majetkem).